# Tunnelfinisher
Der Tunnelfinisher ist ein Gerät zum Entfernen von Falten aus Kleidungsstücken, das in der Textilindustrie vor allem im Bereich der Aufbereitung nach langen Transporten (etwa aus dem Herstellungsland) oder nach der chemischen Reinigung eingesetzt wird.

## Maschinenbeschreibung
Die Kleidung wird auf Kleiderbügeln an ein Transportband gehängt und auf diesem dann automatisch durch ein System aus mehreren Kammern transportiert, in denen sie mit Dampf und Heißluft behandelt wird. Zuerst erreicht sie im Tunnelfinisher einen Dampfbereich, in dem Dampf durch Düsen auf die Kleidungsstücke gesprüht wird. Der Dampf macht die Faser formbar. Anschließend wird von oben warme Luft auf die Kleidungsstücke geblasen; durch die Erdanziehung und den starken Luftstrom werden die Textilien geglättet. Bevor sie abschließend den Tunnel verlässt, wird die Kleidung mit kühlerer Luft getrocknet. 